# Domus Mazziniana
La Domus Mazziniana, già Casa Rosselli-Nathan, è un museo e Istituto storico dedicato alla figura di Giuseppe Mazzini, che abitò in questa casa, sotto falso nome, dal 6 febbraio 1872 sino alla morte, avvenuta il 10 marzo dello stesso anno. È stata dichiarata Monumento Nazionale nel 1910 e inserita nella rete degli Istituto Storici di interesse nazionale nel 2002. Inoltre il garante per le celebrazioni del 150º anniversario dell'Unità d'Italia, nel 2009, l'ha individuata tra i luoghi della memoria.

## Storia

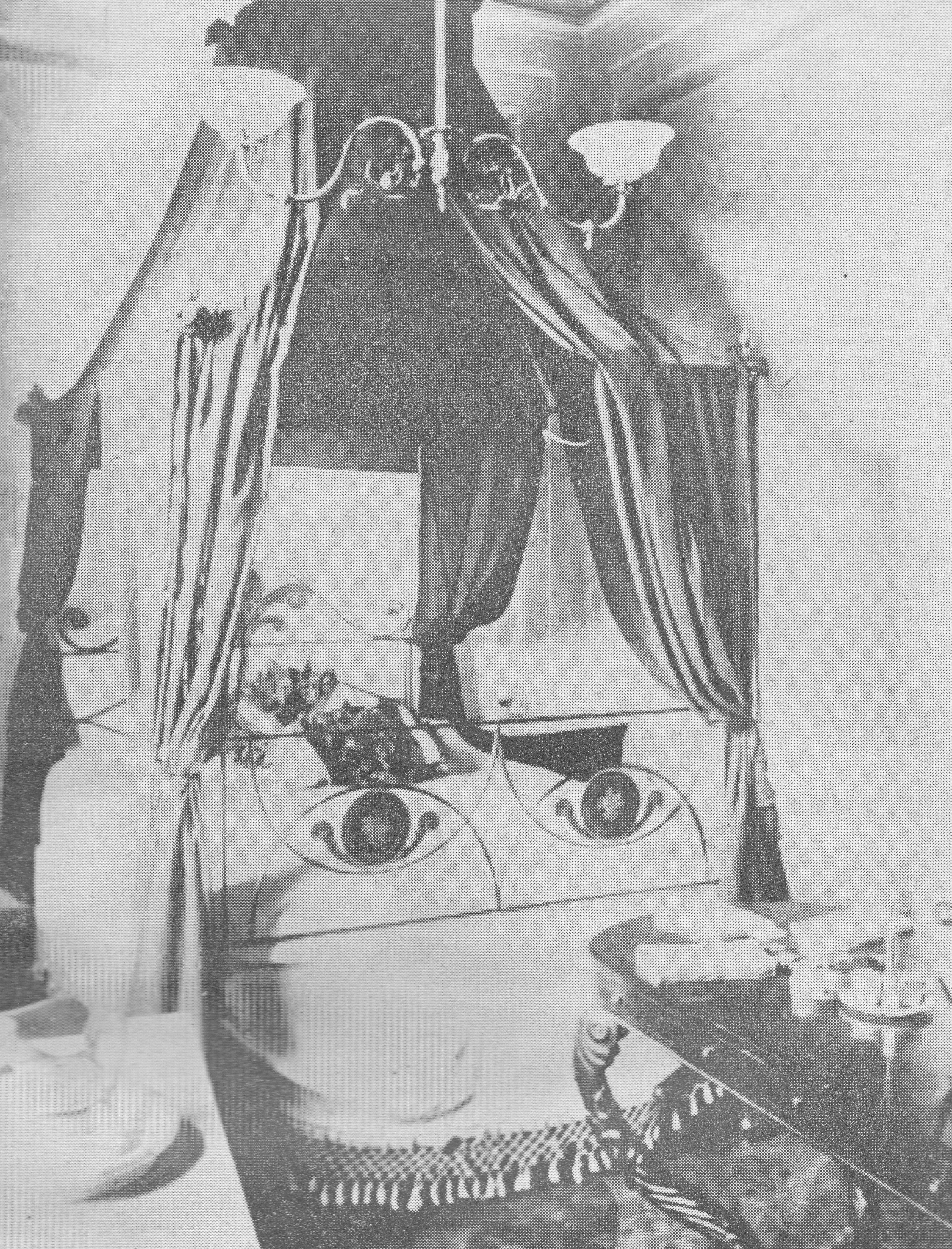
Il letto di morte di Mazzini, distrutto durante i bombardamenti di Pisa

Giuseppe Mazzini, che viveva da diversi anni in esilio in Svizzera, dato il peggioramento delle sue condizioni di salute e sentendo la morte vicina, nel 1872 decise di tornare in Italia e nonostante non avesse condanne pendenti decise di farlo sotto il falso nome di Giorgie Brown, probabilmente in riferimento all'attivista John Brown. Quindi il 6 febbraio del 1872 si stabilì a Pisa, ospite in questa casa all'epoca di proprietà di Pellegrino Rosselli, antenato dei fratelli Rosselli e zio della moglie di Ernesto Nathan. Mazzini nell'anonimato continuò a scrivere e a intrattenere corrispondenze epistolari sino a quando il 10 marzo del 1872, nel letto di questa casa morì. L'amico Agostino Bertani invitò a Pisa Paolo Gorini, noto preparatore di cadaveri dell'epoca, per mummificare la salma prima dell'esposizione pubblica. Gorini tuttavia arrivò in città solo due giorni dopo la morte di Mazzini e non poté che limitarsi ad arrestare il processo di decomposizione. Dopo l'esposizione pubblica e i funerali, svoltisi il pomeriggio del 14 marzo sempre a Pisa e ai quali partecipò una grande folla, la salma fu portata in treno a Genova dove venne sepolta al cimitero monumentale di Staglieno. 
La casa fu donata dalla famiglia Rosselli-Nathan allo Stato italiano e il 20 aprile 1910 venne dichiarata Monumento Nazionale. Il 31 agosto 1943, durante il bombardamento di Pisa avvenuto ad opera degli alleati, l'edificio fu quasi raso al suolo e con esso andarono distrutti la quasi totalità degli arredi originali, mentre gli scritti e gli oggetti personali di Mazzini si salvarono in quanto precedentemente posti in lunghi sicuri dalla Sovrintendenza ai Monumenti. La struttura che è quindi una ricostruzione post-bellica, venne inaugurata nel giugno del 1952 alla presenza del presidente della repubblica Luigi Einaudi, cambiò il suo nome da casa Rosselli-Nathan a Domus Mazziniana e tornò ad essere la sede dell'istituto storico. 
Nel 2011, in occasione delle celebrazioni per il 150º anniversario dell'Unità d'Italia, su progetto dell'architetto Annalaura Spalla l'interno dell'edificio è stato completamente rinnovato così da ricavare una biblioteca e un percorso espositivo moderno. Inoltre sulla facciata esterna di via Massimo d’Azeglio sono state applicate delle lettere in acciaio che vanno a comporre il testo integrale del Giuramento della Giovine Italia, il cui manoscritto originale è esposto nell'ultima sala espositiva, dove Mazzini spirò.

## Le collezioni esposte
Custodisce al piano terreno una vasta biblioteca di scritti e studi mazziniani. Si trova qui l'archivio di Arcangelo Ghisleri (riordinato da P.C. Masini).
Al piano superiore è sistemato in tre sale un museo in cui sono raccolti cimeli e testimonianze del Risorgimento, un busto bronzeo ad opera di Giulio Giuggi, indumenti e la maschera funebre di Mazzini.